# De purísima y oro
De Purísima y Oro es el tercer disco homenaje al cantautor español Joaquín Sabina. Lanzado en 2012.

## Producción
De purísima y oro, es un disco colectivo en el que Sabina es versionado por grandes cantaores del flamenco como Antonio Carmona, Carmen Linares, José Mercé, Arcángel (cantaor), Enrique Heredia "Negri", Martirio (cantante) o Niña Pastori, entre otros.

## Canciones
1. Y sin embargo (Antonio Carmona)
2. Pongamos que hablo de Madrid (Carmen Linares)
3. 19 días y 500 noches (Pitingo)
4. Amor se llama el juego (India Martínez)
5. Calle Melancolía (Arcángel (cantaor))
6. Noche de bodas (Martirio (cantante))
7. Quien me ha robado el mes de abril (José el Francés)
8. Una canción para la Magdalena (Joana Jiménez)
9. Por el boulevard de los sueños rotos (Sandra Carrasco)
10. Contigo (Niña Pastori)
11. Puntos suspensivos (José Mercé)
12. Como un explorador (Enrique Heredia "Negri")
13. Como un dolor de muelas (Cañizares)